# Sciadotenia
Sciadotenia es un género con 22 especies de plantas de flores perteneciente a la familia Menispermaceae. Nativo de América tropical.

## Especies seleccionadas
| - Sciadotenia acutifolia - Sciadotenia amazonica - Sciadotenia brachypoda - Sciadotenia campestris - Sciadotenia candicans - Sciadotenia cayennensis - Sciadotenia duckei - Sciadotenia eichleriana - Sciadotenia javariensis - Sciadotenia mathiasiana - Sciadotenia microphylla | - Sciadotenia nitida - Sciadotenia pachnococca - Sciadotenia paraensis - Sciadotenia peruviana - Sciadotenia pubistaminea - Sciadotenia ramiflora - Sciadotenia sagotiana - Sciadotenia similis - Sciadotenia solimoesana - Sciadotenia sprucei - Sciadotenia toxifera |